# Daniela Piedade
Daniela de Oliveira Piedade (n. 2 martie 1979, în São Paulo) este o handbalistă braziliană care evoluează pe postul de pivot. Ea joacă pentru clubul Siófok KC din campionatul Ungariei și pentru echipa națională a Braziliei. Piedade a participat la Olimpiada din 2004 de la Atena, la Olimpiada din 2008 de la Beijing și la Olimpiada din 2012 de la Londra.

## Palmares
- Liga Austriacă de Handbal:
  - Câștigătoare: 2004, 2005, 2006, 2007, 2008, 2009, 2010, 2011, 2012

- Cupa ÖHB:
  -  Câștigătoare: 2004, 2005, 2006, 2007, 2008, 2009, 2010, 2011, 2012

- Liga Campionilor EHF:
  - Finalistă: 2008
  - Semifinalistă: 2005, 2007, 2009, 2013

- Cupa Cupelor EHF
  - Finalistă: 2004

- Trofeul Campionilor EHF Champions
  - Finalistă: 2008

- Liga Slovenă de Handbal:
  - Câștigătoare: 2013, 2014

- Cupa Sloveniei:
  -  Câștigătoare: 2013, 2014

- Campionatul Mondial:
  -  Câștigătoare: 2013

- Jocurile Panamericane:
  - Câștigătoare: 2007, 2011

- Campionatul Panamerican:
  - Câștigătoare: 2007, 2011, 2013
  - Medalie de argint: 2009